# Tortilla afgana

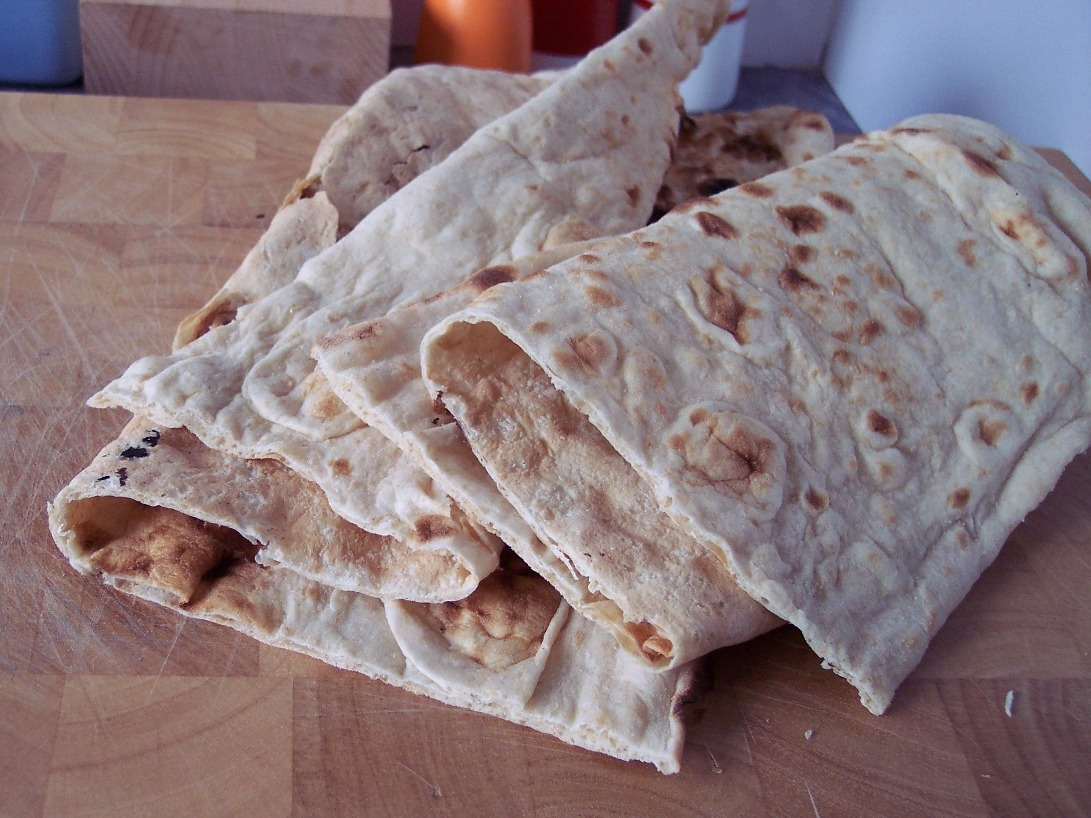
Torta afgana

La torta afgana o Nan-i-Afghani, es el pan nacional de Afganistán, de forma ovalada o rectangular, y horneada en un tandoor, el principal utensilio de cocina de la región. Los tandoor afganos están a la intemperie, son redondos y hechos de ladrillos, siendo calentados para cocinar el pan. A la tortilla afgana primero se le da forma y después se introduce al horno para cocerla. Frecuentemente se le espolvorean semillas de comino negro o de alcaravea, tanto como decorativo como saborizante. La torta afgana es un pan plano, similar al lavash iraní o a la pita o al pide.

## Características
En Afganistán los panaderos aún cocinan la torta al estilo tradicional, esparciendo la masa alrededor del tandoor, tras lo cual se hincha rápidamente y toma color, despidiendo un olor fresco a pan. Después se usan dos pinzas de hierro para sacarlo del horno. Posteriormente son transportadas en bolsas de tela, a diferencia de occidente donde son empacados en plástico. 
De forma similar al uso  árabes, la torta se sirve con la mayoría de las comidas, utilizándose para llevarse el alimento a la boca.